# جنگ داخلی چین

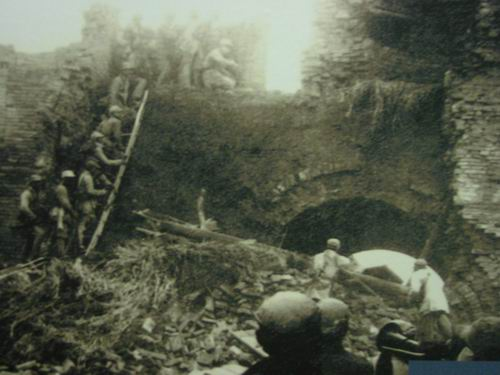
کمونیست‌های چینی در دروازه‌های پکن ۱۹۴۹

جنگ داخلی چین (یا جنگ داخلی کمونیست‌ها و ناسیونالیست‌ها) تخاصمی نظامی در کشور چین، بین کومینتانگ (جبههٔ ناسیونالیست‌های چین) و حزب کمونیست چین بود. این جنگ در ۱۹۲۶ با تصفیهٔ جبههٔ متحد کومینتانگ از اعضای چپ و کمونیست توسط رهبر وقت کومینتانگ، چیانگ کای‌شک، آغاز شد؛ و در ۱۹۴۹ با پایان غیررسمی تخاصمات نظامی پایان یافت. در نتیجه کمونیست‌ها کنترل بخش قاره‌ای چین را به دست گرفتند و ناسیونالیست‌ها به مناطق کوچکی در جزیره تایوان، پنگهو و جزایر فوجیان عقب‌نشینی کردند.

## ریشه‌های جنگ
به دنبال شکست چین در جنگ تریاک و حکمرانی ملکه تسوشی (داوگار)، دوره ای سراسر فساد و همراه با اعطای امتیازات به کشورهای خارجی در این کشور آغاز گردید.
در سال ۱۹۰۰ شورش بوکسورها نخست با همکاری ملکه به پیروزی‌هایی دست یافت ولی با تهدید نیروهای نظامی کشورهای خارجی از جمله انگلستان، ملکه از حمایت آنان دست کشیده و این شورش به شکست انجامید.
انقلاب ۱۹۱۱ به رهبری سون یات سن رئیس حزب گومین دانگ (جبههٔ ملی) منجر به سقوط حکومت امپراتوری گردید. اما حکومت جدید بیشتر به یک حکومت ملوک الطوایفی شباهت داشت چون خودش در شانگهای، یوان شی کای در پکن، و چیانگ کای شک در کانتون (گوانگ ژو فعلی) عنوان ریاست جمهوری را یدک می‌کشیدند و ژنرالهای چینی نیز با اختیارات کامل در داخل چین به این سوی و آن سوی لشکر می‌کشیدند.
با مرگ سون یات سن، چیانگ کای شک با ادعای رهبری بر حزب گومین دانگ توانست همه رقبا به جز حزب کمونیست چین را کنار بزند که نبرد قدرت با حزب اخیر به جنگ داخلی انجامید.

## جنگ جهانی دوم
پس از مدتها درگیری، دولت چیانگ کای شک از مائو دعوت کرد تا پیمان صلح امضا کنند. مائو شخصاً سوار بر هواپیما به شهر نانجینگ مرکز دولت کومینتانگ رفت و پیمان صلح امضا کرد ولی پس از مدتی کومینتانگ‌ها شروع به ترور اعضای حزب کمونیست و در برخی مواقع حمله نظامی به دفاتر این حزب کردند.
در این گیر و دار، لشکرکشی نیروهای امپراتوری ژاپن به چین، سبب آغاز جنگ دوم چین و ژاپن شد؛ بنابراین حزب کومینتانگ و حزب کمونیست اختلافات را کنار گذاشته و علیه ارتش امپراتوری ژاپن وارد عمل شدند. آنچه در عمل اتفاق افتاد شکست‌های پی در پی نیروهای کومینتانگ و پیروزی‌های کمونیست‌ها بود چرا که نزدیکان چیانگ کای شک تا خرخره در فساد مالی دست و پا می‌زدند و بودجه‌ای که باید به مصرف جنگ می‌رسید توسط نزدیکان چیانگ کای شک دزدیده می‌شد. به دنبال این رویدادها، از طرف چیانگ کای شک دستور صادر شد که نیروهای کمونیست‌ها را از پشت بزنند، این کارهای او فقط باعث شکست چین شد در حالی‌که کمونیست‌ها ایستادگی قابل ملاحظه‌ای کرده بودند. این دستور به خاطر کمرنگ کردن شکست‌های حزب کومینتانگ صادر شد.

## پس از جنگ جهانی
سرانجام کمونیست‌ها در کیانگسی (جیانگشی) گرد هم آمدند ولی چیانگ کای شک به آنان حمله کرد. کمونیست‌ها به ناچار راهپیمایی طولانی (۱۰۰۰ کیلومتر با پای پیاده) را براه انداختند تا از دست نیروهای مهاجم فرار کنند و این در حالی بود که شوروی همچنان توصیه به اتحاد می‌کرد.
کمونیست‌ها با اصلاحات ارضی در روستاها محبوبیت فراوانی به دست آوردند و توانستند تا از بین روستاییان، داوطلبانی برای شرکت در جنگ جذب کنند. سپس طرح حمله بزرگ ریخته شد و کمونیست‌ها در سراسر چین شروع به جنگ کردند.
در این هنگام مائو اعلام کرد: ۶ ماه بعد همه رهبران کمونیست چین در پکن جمع شوند و کنفرانسی را برگزار کنند و این در حالی گفته می‌شد که پکن در دست نیروهای ملی بود! اما کمونیست‌ها به وعده خود عمل کردند و در کمتر از ۶ ماه، پکن توسط فرمانده نیروهای کمونیست شمال شرق لین بیائو تصرف شد و نیروهای کمونیست به سمت جنوب یعنی نانجینگ پایتخت گومین دانگ سرازیر شدند البته بعد از پیوستن نیروهای کمونیست مرکز چین به این نیروها در این هنگام که چیانگ کای شک کار را تمام شده می‌دید دستور انتقال پایتخت به تایوان را صادر کرد و به جزیره‌ای که در آن زمان فرمز (Formz) خوانده می‌شد گریخت.
چیانگ کای شک در پاسخ به سؤال پسرش که بدین مضمون بود: «پدر! چرا با مائو وارد مذاکره نمی‌شوی؟»، پاسخ داد: «اگر در میدان جنگ پیروزی‌ای به دست نیاوردیم پس در روی میز مذاکره هم هیچ شانسی برای پیروزی نداریم.»
در هنگام پیشروی کمونیست‌ها به جنوب، پیشنهاد تقسم چین از سوی گومین دانگ داده شد بدین مضمون که چین به دو قسمت شمالی و جنوبی تقسیم شود و مرز بین این دو رود هوانگهو باشد. به محض انتشار این خبر، مائو دستور داد: کمونیست‌ها هر چه سریعتر از رود هوانگهو عبور کنند چرا که اگر این خبر قبل از عبور کمونیست‌ها به جنوب به گوش قدرتها می‌رسید احتمال گرفتار شدن چین به سرنوشت کره زیاد بود.
همسر چیانگ کای شک برای درخواست کمک به آمریکا رفت ولی جواب امریکایی‌ها این بود: «ما حواسمان به اروپاست و بودجه ما در راه بازسازی باید خرج شود نه جنگ»
در ماه‌های میانی ۱۹۴۹ نانجینگ پایتخت گومین دانگ و تمامی چین به تصرف کمونیست‌ها درآمد و نام این کشور از جمهوری چین (China Republic) به جمهوری خلق چین (The People's Republic of China) تغییر یافت.

## نگارخانه

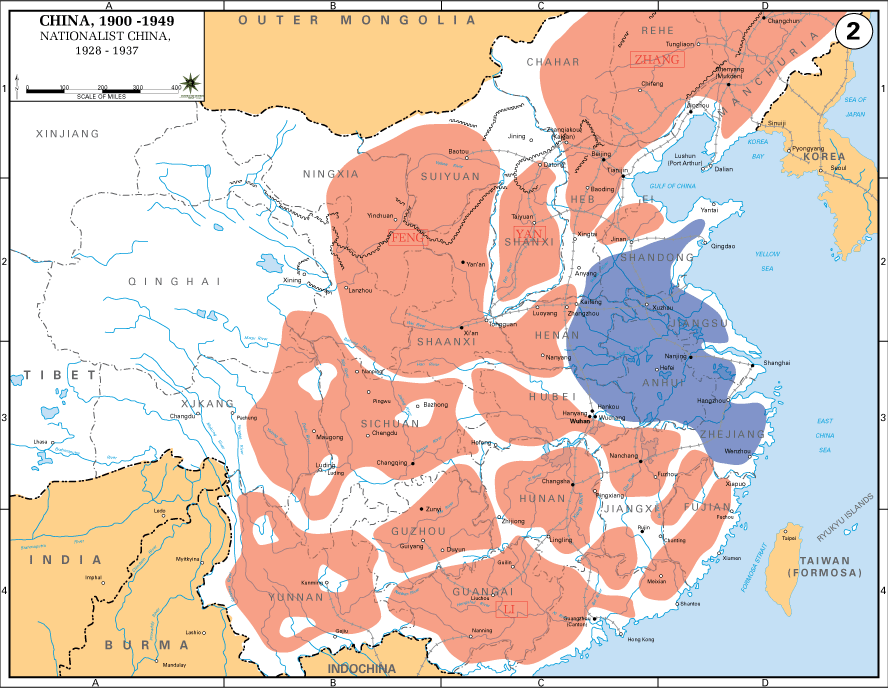
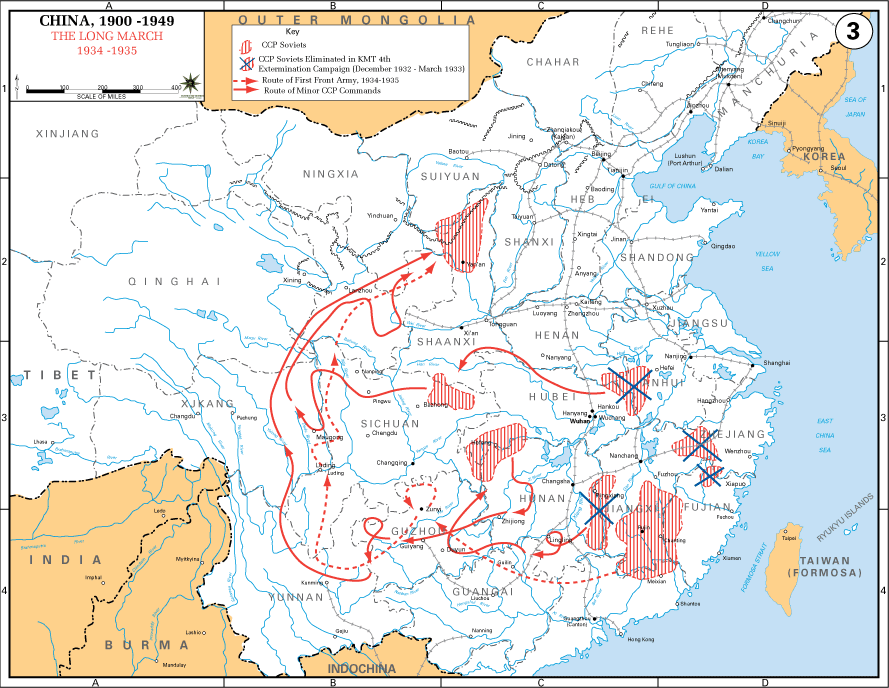
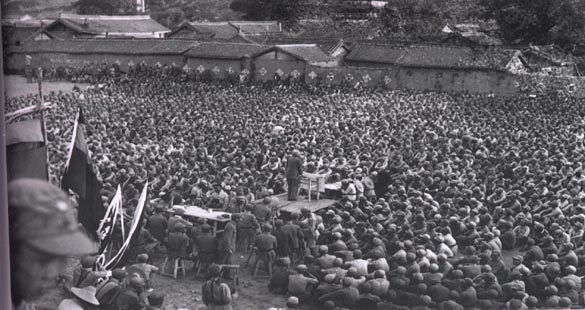